# Media Sapiens. Повесть о третьем сроке
Media Sapiens. Повесть о третьем сроке — повесть российского писателя и публициста Сергея Минаева, изданная в 2007 году.

## Описание сюжета
Успешный копирайтер Антон Дроздиков пишет тексты для «Фонда эффективной политики». Всё меняется в тот момент, когда выясняется, что многие из его текстов являются переделанными работами «гения пропаганды» Йозефа Геббельса. Дроздикова увольняют, после чего он вынужден заниматься мелкими коммерческими заказами.
В канун президентских выборов 2008 года Антону поступает предложение возглавить кампанию по предотвращению выдвижения Путина на третий срок. Талантливому специалисту по пиару, «медийщику», в принципе всё равно, на кого работать, он фанатик самой медиа, то есть СМИ. Поэтому он переметнулся из одного лагеря в другой, разрабатывая изощрённые схемы PR-ходов, вплоть до «информационного теракта».
- В повести многие моменты почерпнуты из кинофильма «Хвост виляет собакой», хотя в тексте не содержится ни одной ссылки на фильм.
- В повести описываются в сатирическом ключе многие события современной общественной жизни в России:

нападение на правозащитницу Марию Горчакову — убийство Анны Политковской;
кампания против банка «Зевс» — банковский кризис в России 2004 года;
дело прапорщика Зайцева — дело рядового Сычёва.
Все указанные события произошли задолго до 2007 года (времени действия повести), поэтому являются анахронизмами.
- Вадим, один из главных героев повести, является персонажем другого произведения Сергея Минаева — «Дyxless» и «Р.А.Б.» .
- Другим перекрёстным моментом двух произведений является эпизод поедания Антоном Дроздиковым консервированной кукурузы «Бондюэль» — главный герой «Духлесса» работает коммерческим директором московского представительства крупной французской компании по продаже консервированных горошка и кукурузы «Тандюэль».
- В повести напрямую упоминаются реальные однокурсники Сергея Минаева по Историко-архивному институту 1992—1997 г.г.: Алексей Краснов, Ирина Афанасьева, Степан Цуканов, Константин Лукьянов, Константин Угодников.
- В тексте повести упоминается сам Минаев как автор блога:

amigo095
Заштопик, зачем тебе деньги? Деньги это ненужное обременение.
zashtopic
Вам легко говорить, вы не бомж. Вы — самый красивый и умный писатель текстов на бумаге.